# Dorfmühle (Scheinfeld)
Dorfmühle (früher auch Schneidmühle genannt) ist ein Wohnplatz der Stadt Scheinfeld im Landkreis Neustadt an der Aisch-Bad Windsheim (Mittelfranken, Bayern).

## Lage
Die aus zwei Wohngebäuden bestehende Einöde liegt an der Steinach und an der Kreisstraße NEA 13, die entlang der Steinach nach Kornhöfstadt (0,4 km nordwestlich) bzw. nach Frankfurt zur Staatsstraße 2417 verläuft (1 km südöstlich).

## Geschichte
Mit dem Gemeindeedikt (frühes 19. Jahrhundert) wurde Dorfmühle dem Steuerdistrikt Kornhöfstadt und der Ruralgemeinde Kornhöfstadt zugeordnet. Am 1. Januar 1972 wurde Dorfmühle im Zuge der Gebietsreform in Bayern nach Scheinfeld eingemeindet. In den topographischen Karten trug das Anwesen keinen Namen oder wurde einfach nur „Mühle“ genannt.

### Einwohnerentwicklung
| Jahr      | 1818  | 1836  | 1840  | 1861  | 1871  | 1885  |
| Einwohner | 4     | 6     | 6     | *     | 7     | 5     |
| Häuser    | 1     | 1     | 1     |       |       | 1     |
| Quelle    | [ 3 ] | [ 5 ] | [ 6 ] | [ 7 ] | [ 8 ] | [ 9 ] |

## Religion
Dorfmühle ist römisch-katholisch geprägt und war ursprünglich nach Mariä Himmelfahrt (Scheinfeld) gepfarrt. Seit 1931 ist die Kuratie St. Margaretha (Kornhöfstadt) zuständig.